# Pilger (Nebraska)
Pour les articles homonymes, voir Pilger.
Pilger est un village du comté de Stanton, dans l'État du Nebraska, aux États-Unis. En 2020, il comptait une population de 240 habitants.